# Fekete István Múzeum
A Fekete István Múzeum Dombóvár város első múzeuma, amely  7200 Dombóvár, Hóvirág u. 25. sz. alatt található (Dália utca sarok). Bejelentkezés után ingyenesen látogatható.

## Története
A gyűjteményt F. Bodó Imre agrármérnök, helytörténész alapította 1995-ben.  1995. június 24.-én került átadásra a múzeum, 23-án volt az író halálának a 25. évfordulója, s az átadás évében lett volna 95 éves. 1997. augusztus 16.-án avatták fel a szegedi születésű Farkas Pál szekszárdi szobrászművész első dombóvári alkotását, a Fekete István mellszobrot.Ugyancsak itt került elhelyezésre 2000. április 7.-én Bocz János helyi fafaragó-népművész életfája, melyet az író 100. születésének évfordulójára avattak fel. Már 2001-ben bővíteni kellett a múzeumot egy kis teremmel, 2011-ben pedig elkészült a harmadik terem, de 2020 novemberének végére átadásra került a negyedik is. 2019-ben készült még egy gránit emléktábla, az író édesapjának emlékére.

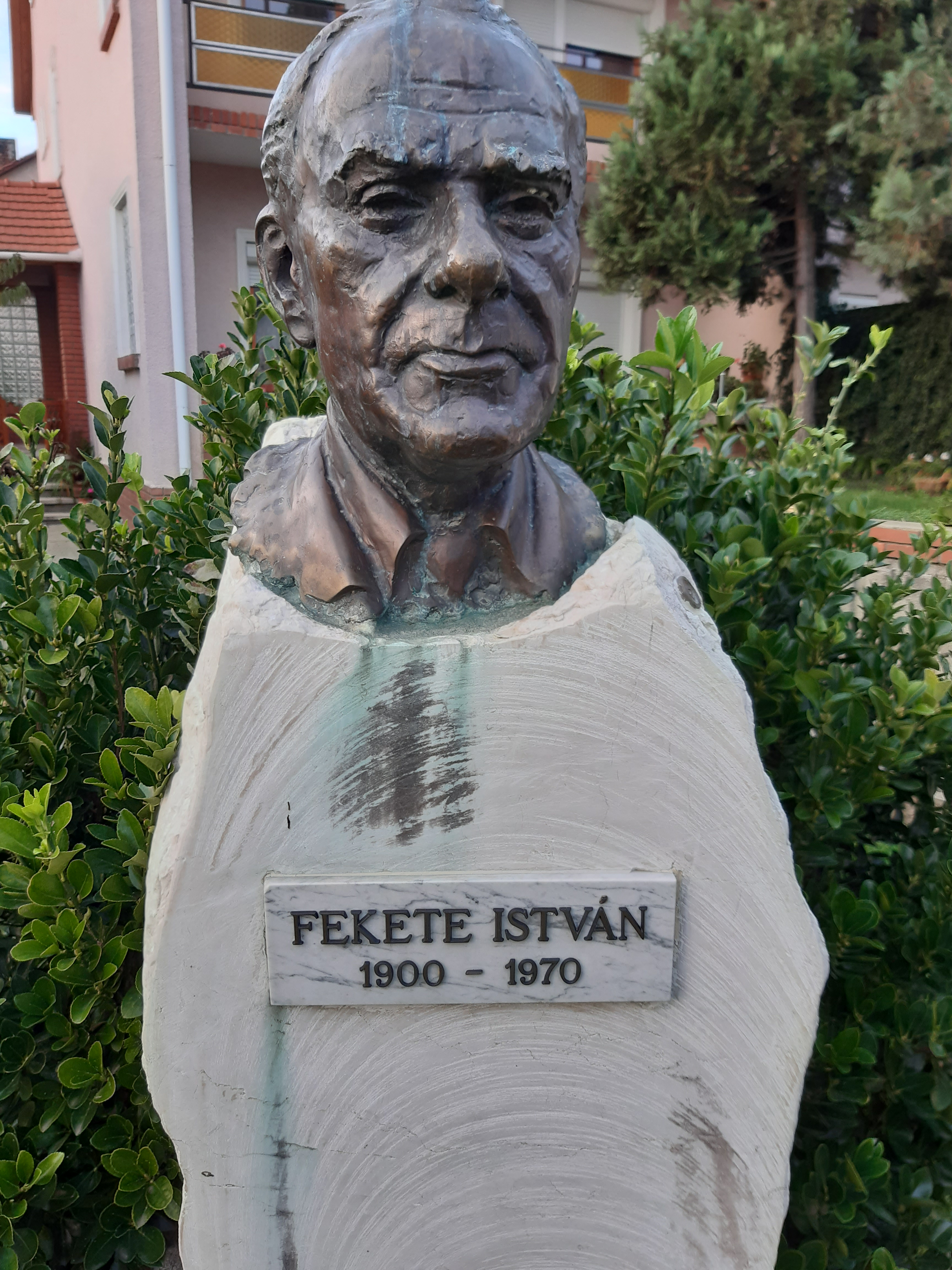
Fekete István mellszobor
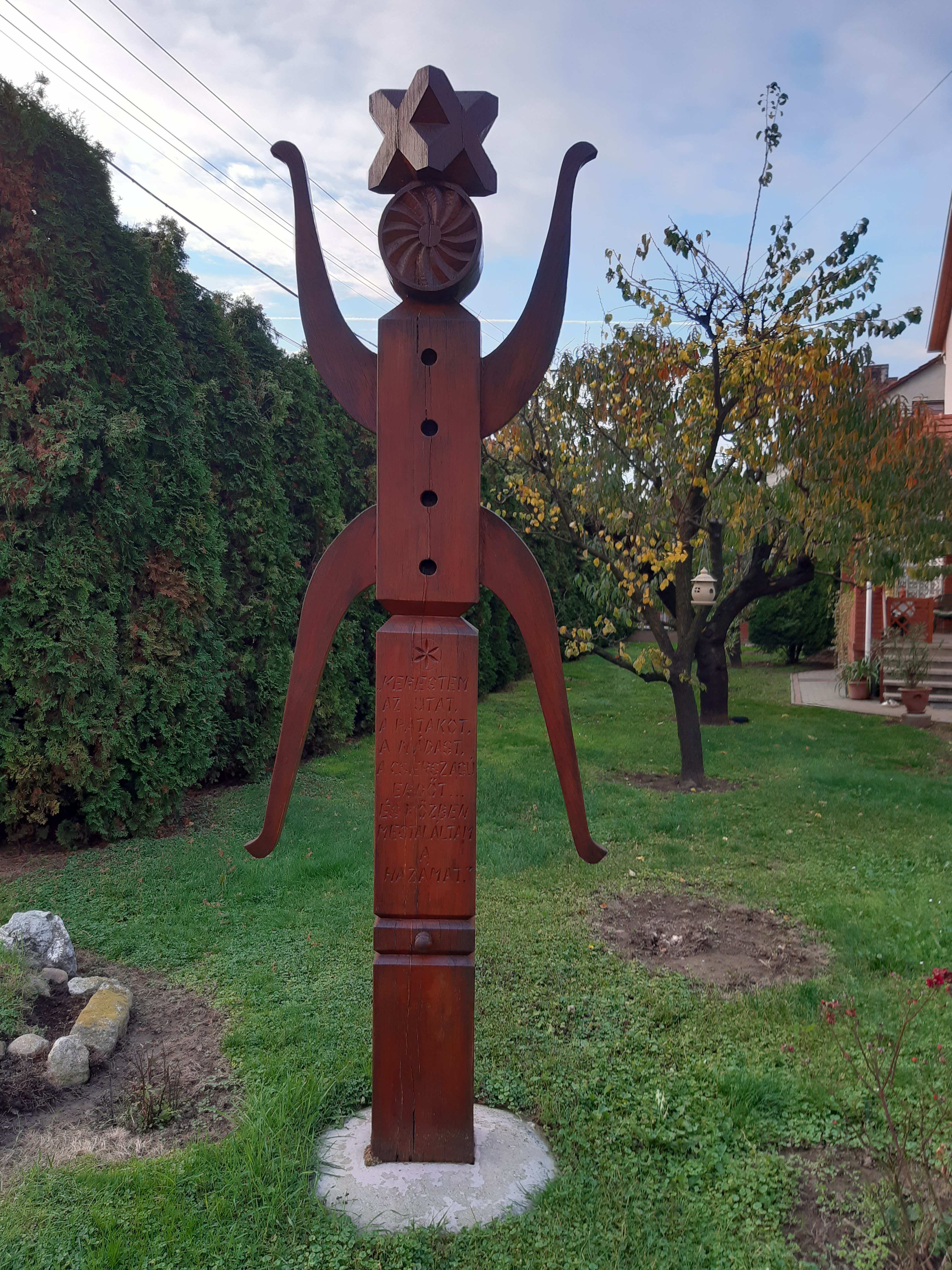
Életfa
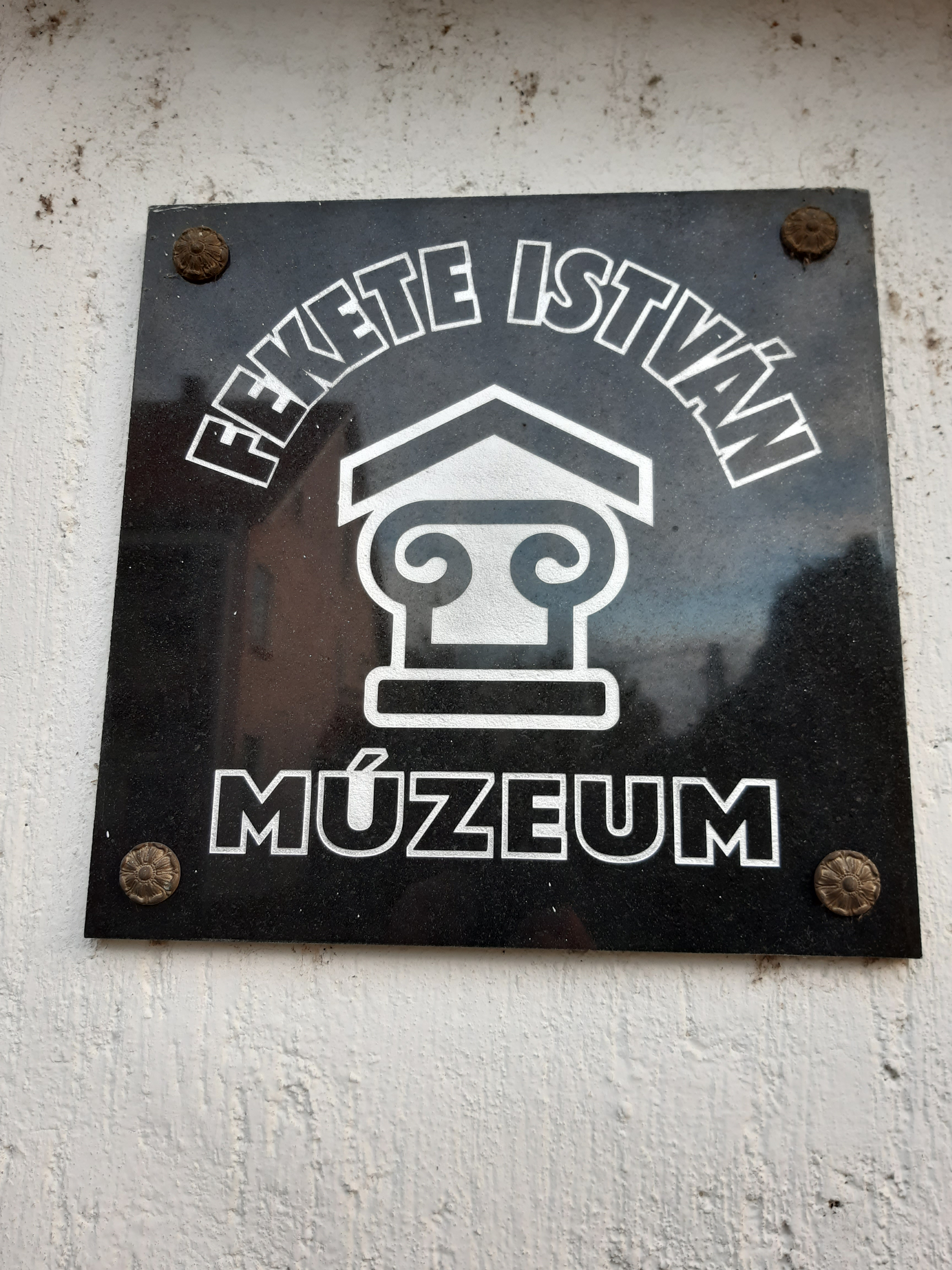
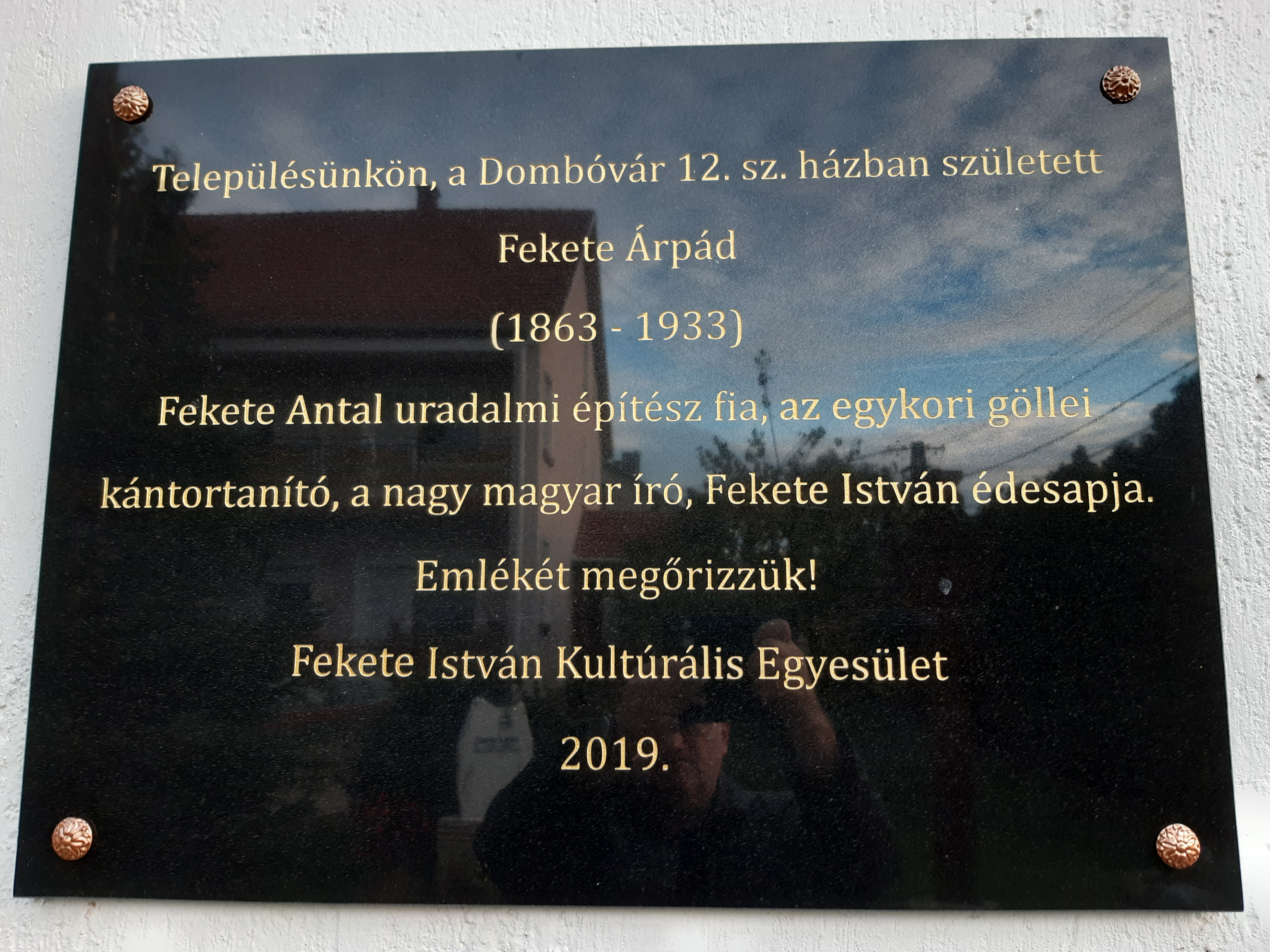

## Kiállításai
- Megtekinthetők az  író személyes tárgyai, eszközei, így kéziratai, igazolványai, bizonyítványai, oklevelei, kitüntetései, versei, könyvei, a természetről készített festmények és az állatszereplők modelljei: Vuk,[2] a róka, Kele, a gólya, Csí, a fecske, Hú, a bagoly, stb.
- Csonka Sándor, Gulyás József, Soós Tibor és Szentkirályi Attila festőművészek munkái, Ambrus Sándor grafikái, valamint göllei (Fekete István szülőfaluja, Somogy vármegye) szőttesek díszítik.

## Díjai, elismerései
- Az év múzeuma-díj (1999)
- Vendégbarát Múzeum-különdíj (2008)

## Külső hivatkozások
- MUSEUM.HU
- A Fekete István Múzeum előtt álló szobor
- Fekete István Múzeum, Dombóvár - kisfilm
- Újabb teremmel gazdagodott a Fekete István Múzeum - 2020
- Hazahúzó - A dombóvári Fekete István Múzeum - 2018 - kisfilm
- Páratlan gyűjtemény látható a dombóvári Fekete István Múzeumban
- Világszerte olvasták a műveit: hungarikum lehet a Fekete István-életműből